# Vauchamps
Vauchamps ist eine französische Gemeinde mit 341 Einwohnern (Stand 1. Januar 2022) im Département Marne in der Region Grand Est (vor 2016 Champagne-Ardenne). Sie gehört zum Arrondissement Épernay und zum Kanton Sézanne-Brie et Champagne.

## Geografie
Vauchamps liegt 34 Kilometer südwestlich von Épernay im Osten der Landschaft Brie. Umgeben wird Vauchamps von den Nachbargemeinden Montmirail im Norden und Westen, Corrobert im Norden, Janvilliers im Osten und Nordosten, Le Thoult-Trosnay im Osten und Südosten, Boissy-le-Repos im Süden sowie Bergères-sous-Montmirail im Südwesten. Im Gemeindegebiet von Vauchamps wird aus sieben Bohrlöchern Erdöl gefördert, ausgebeutet vom Unternehmen Géopétrol S.A.

## Geschichte
Am 14. Februar 1814 fand hier die Schlacht bei Vauchamps während der napoleonischen Befreiungskriege statt. Die Schlacht führte zu einem Rückzug der schlesischen Truppen, die schwere Verluste hinnehmen musste, während die Verluste der napoleonischen Truppen moderat blieben.

## Bevölkerungsentwicklung
| Jahr                       | 1962 | 1968 | 1975 | 1982 | 1990 | 1999 | 2006 | 2011 | 2018 |
| -------------------------- | ---- | ---- | ---- | ---- | ---- | ---- | ---- | ---- | ---- |
| Einwohner                  | 245  | 260  | 245  | 250  | 241  | 258  | 303  | 361  | 363  |
| Quellen: Cassini und INSEE |      |      |      |      |      |      |      |      |      |

## Sehenswürdigkeiten
- Kirche Saint-Christophe aus dem 16. Jahrhundert
- Erinnerungssäule an die Schlacht von Vauchamps von 1814
- Schloss Vauchamps

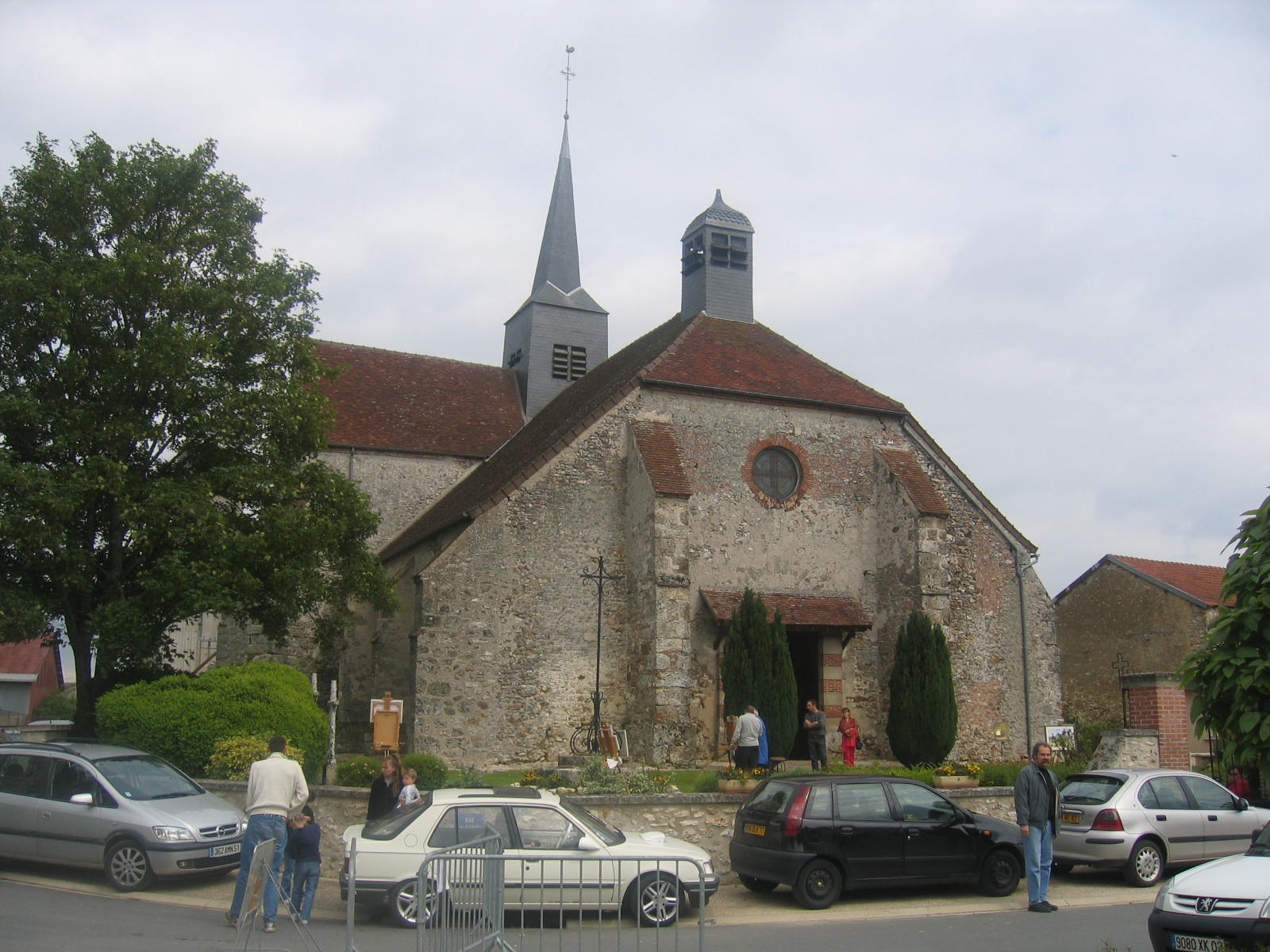
Kirche Saint-Christophe
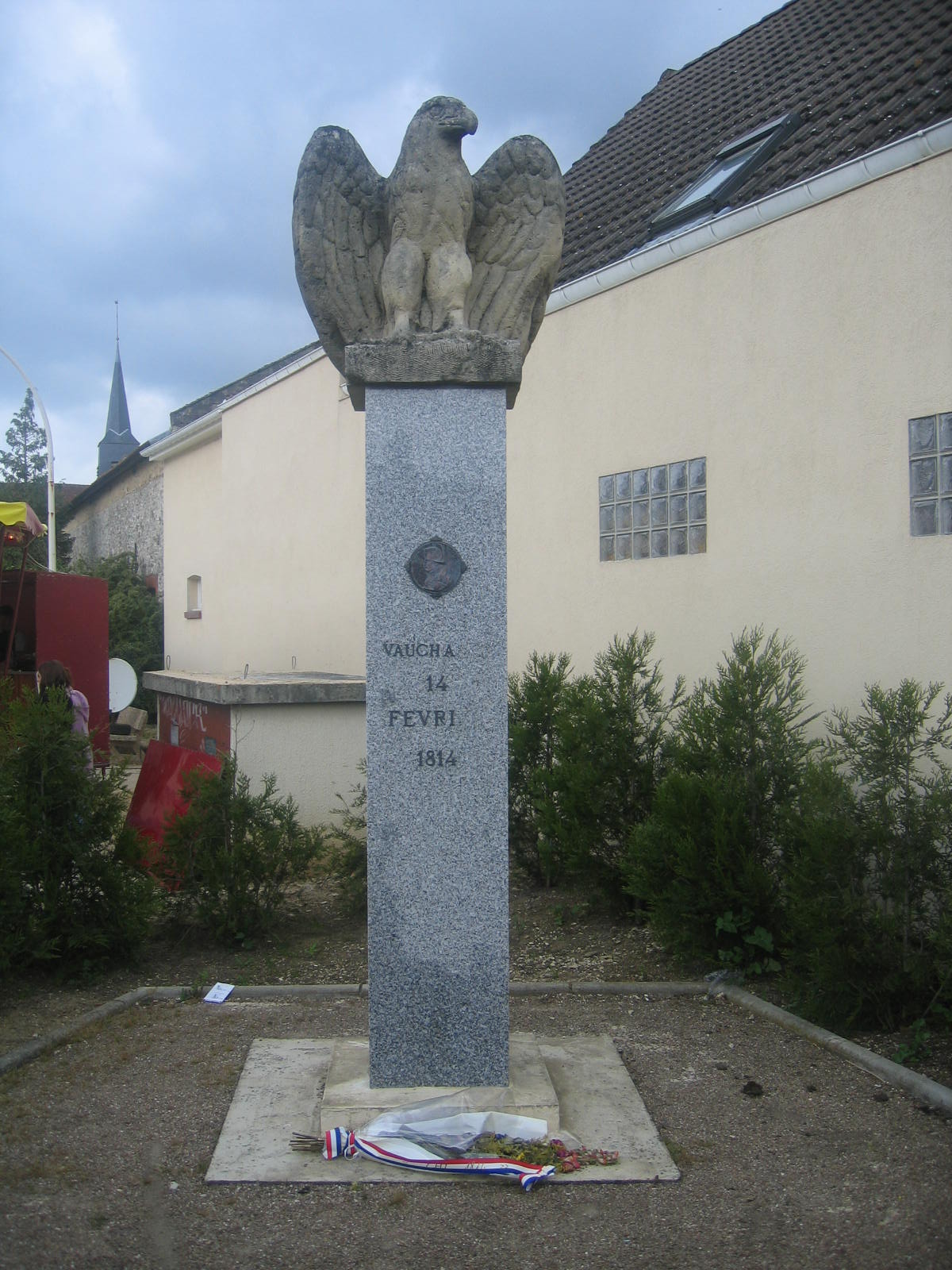
Erinnerungssäule